# Gälared (naturreservat)
Gälared är ett naturreservat i Svenljunga kommun i Västra Götalands län.
Området är naturskyddat sedan 1963 och är 7 hektar stort. Reservatet omfattar västbranter ner mot sjön Såken och en del av dess vatten. Branterna utgör häckplats för korp och pilgrimsfalk.